# John Randolph Pepper
John Randolph Pepper, né à Rome en 1958, est un photographe italien.

## Biographie
John R. Pepper est né à Rome, Italie en 1958. Il est le fils de Curtis Bill Pepper Pepper, correspondant et directeur du bureau de Rome du magazine Newsweek et de Beverly Pepper, sculptrice, mais également le frère de la poétesse Jorie Graham.
Il grandit à Rome, avant d’intégrer, en 1976, l'Université de Princeton en Histoire de l’art, où il est l’un des premiers membres, en tant que peintre, du « 185 Nassau Street Painting Program », obtenant la bourse d’étude Whitney Painting Fellowship en 1976.
En 1981, John Pepper est admis en tant que réalisateur à l'American Film Institute, Los Angeles, Californie. Pepper a été marié deux fois. Il est le père de deux fils Sheppard (1990) et Jameson (1993) issus de son premier mariage.

## Photographie
Pepper a commencé sa carrière en tant
qu’assistant du photographe Ugo Mulas, qui l’a initié à l’art de la
photographie de rue.
Il a ensuite poursuivi sa carrière dans la photographie argentique tout en
la combinant avec ses activités dans le théâtre et le cinéma. Son exposition
« Rome : 1969. Hommage au cinéma italien néo-réaliste »
(États-Unis/France 2008), l’a renvoyé à son Italie natale, où la maison d’édition
Lanterna Magica Edizioni a publié son ouvrage Sans Papier (Italie
2011), dont les photographies ont été l’objet d’expositions à Rome,,,,, Venise, Saint-Pétersbourg,,
Paris et Palerme.
En 2012, le musée du Manège de Saint-Pétersbourg
(Russie) organise une exposition des nouveaux travaux de Pepper, qui donnera
lieu à la publication d’un nouvel ouvrage par l’Institut Supérieur de l’Histoire de la photographie (Istituto Superiore Per la Storia della Fotografia, Italie), intitulé Evaporations (2014),. Cette même exposition sera ensuite montrée à la Galerie Studio (Palerme, Italie),, ainsi qu'à la galerie Officina delle Zattere à Venise (Italie).
En 2014, l’Institut Italien de la Culture et le Ministère russe de la Culture organisent une exposition itinérante
débutant à la Rosphoto Gallery (Saint-Pétersbourg, Russie). En 2015, l'exposition « Evaporations » voyage en Sibérie (Vladivostok, Irkoutsk, Novossibirsk, Omsk, Novossibirsk, Iekaterinbourg, Samara) jusqu'à arriver en France, où elle est montrée, en mai 2015, au Festival PhotoMed à Sanary-sur-Mer.
Quelques mois plus tôt, en mars 2015, l'œuvre de Pepper fait l'objet d'une rétrospective à la Showcase Gallery de Dubaï (Émirats arabes unis).
De novembre 2016 à janvier 2017, l’exposition «Evaporations» / «Испарения» de John R. Pepper a été présentée à Rome, Italie, à la Fondazione Terzo Pilastro e Mediterraneo, «Museo Palazzo Cipolla». L'exposition monumentale comprenait 52 œuvres allant de 120x160cm à 3x5m ,,,,,,,,,,,.
En novembre 2017, John R. Pepper a inauguré "Inhabited Deserts" à La Galerie du Palace à Paris (France). Ce spectacle est le premier arrêt d'une exposition itinérante (France, Iran, Émirats arabes unis, Israël, Russie, Italie et USA) de nouvelles photographies où Pepper se demande si la présence de l'homme a modifié inexorablement le paysage ou si la terre est encore proche à ce qu'elle était avant l'arrivée de l'humanité. En 2019, Pepper a inauguré «Rome 1969, Un Hommage au Néo-Réalisme Italien» (du 13 septembre au 28 octobre 2019) auprès de la RAW Streetphoto Gallery de Rotterdam, aux Pays-Bas.
En octobre 2020, Inhabited Deserts, a été inauguré dans la ville de Todi (PG), en Italie, avec le soutien de «Fondazione Arte e Cultura» (Professeur Emmanuele Emanuele, président), l’ambassade des Etats Unis à Rome et la ville de Todi. L'exposition a été précédée d'une conférence de paix: La frontière absente: conflits et nouvelles harmonies , une conférence de paix unique, où un explorateur du désert iranien a discuté avec un archéologue israélien, un cheikh bédouin, un conservateur russe, un diplomate américain , un conservateur italien (Gianluca Marziani), un acteur américain Giancarlo Esposito et John R. Pepper. La conférence a porté sur la manière dont, l'art et les artistes, peuvent créer des ponts de communication entre les payus et les personnes en conflit. Giancarlo Esposito, utilisant l'une des photographies du désert de Pepper s, a créé un dessin représentant un nouveau symbole de paix. 

### Expositions
- 2007: Rome 1969, Marianne Courteville Gallery (New York)
- 2008: Rome 1969, Galerie Photo4 (Paris)
- 2010: Rome 1969, Galleria del Cortile (Rome)
- 2011: Sans Papier, Collegio Degli Armeni (Venise)
- 2011: Sans Papier, Galleria del Cortile (Rome)
- 2011: Retrospective exhibition, Manege Museum (Saint-Pétersbourg, Russie)
- 2012: Sans Papier, Manege Museum (Saint-Pétersbourg, Russie)
- 2013: Sans Papier, Galleria Moenia (Todi, Italie)
- 2014: Evaporations, Palazzo Esposizioni (Rimini)
- 2014: Evaporations, Rosphoto Museum (Saint-Pétersbourg, Russie)[33],[34]
- 2014: Evaporations, Officina delle Zattere — Venice Architecture Biennale (Venise)
- 2015: Retrospective exhibition, Showcase Gallery (Dubai, UAE)[35]
- 2015: Evaporations, PhotoMed Photography Festival (Sanary-sur-Mer, France)
- 2015: Evaporations, Russian State Art Museum (Irkoutsk, Russie)[36],[37]
- 2015: Evaporations, Gallery of Modern Art ARKA (Vladivostok, Russie)[38]
- 2015: Evaporations, Russian State Art Museum (Novossibirsk, Russie)[39],[40]
- 2015: Evaporations, Russian State Art Museum (Omsk, Russie)
- 2015: Evaporations, Russian Yekaterinburg Gallery of Modern Art (Iekaterinbourg, Russie)[41],[42]
- 2016: Evaporations, Gallery of Classic Photography (Moscou)[43],[44]
- 2016: Rome 1969, Art of Foto Gallery (Saint Petersburg, Russie)[45]
- 2016: Evaporations, Museum of Modern Art (Samara, Russie)[46],[47],[48]
- 2016: Evaporations, Fondazione Terzo Pilastro Museo — Palazzo Cipolla (Rome)[49]
- 2017: Evaporations, Fondazione Terzo Pilastro Museo — Palazzo Cipolla) (Rome)[50]
- 2017: Inhabited Deserts, Galerie du Palace (Le Palace) (Paris)
- 2018: Inhabited Deserts, Aaran Gallery (Tehran)[51]
- 2018: Inhabited Deserts, Paris Photo 2018 with the Sophie Scheidecker Gallery
- 2018: Inhabited Deserts, International festival Photo Is:Rael (Tel Aviv)[52]
- 2018: Inhabited Deserts, The Empty Quarter Gallery (Dubai)[53]
- 2019: Inhabited Deserts, Art of Foto Gallery (Saint-Petersburg)[54]
- 2019: Inhabited Deserts, NOX Contemporary Art Gallery (Tel Aviv)
- 2019: Rome 1969, RAW Streetphoto Gallery (Rotterdam)[55]

## Cinéma
John Pepper a commencé sa carrière cinématographique en travaillant en tant qu’assistant pour de nombreux réalisateurs, comme Joseph Losey («Les routes du Sud»), George Roy Hill («I Love You, je t’aime»; «Le Monde selon Garp») et Dan Curtis («SOS Fantôme»). En tant que producteur Pepper a conçu et produit le film «La Peste» d’après le roman d’Albert Camus, réalisé par Luis Puenzo avec William Hurt, Robert Duval, Raoul Julia, Sandrine Bonnaire et Jean Marc Barr et mis en musique par Vangelis (Gaumont, France, 1992),,.
Pepper réalise également une version cinématographique de la pièce «Papillon de Nuit» (Trinacra Productions, 2001, lauréat du Prix Médiavision 2002 au
Festival du film de Sarlat),,,,.

### Filmographie
| Années | Titre                                               | Titre original                          | Notes                               |
| ------ | --------------------------------------------------- | --------------------------------------- | ----------------------------------- |
| 1962   | Eva                                                 | Eva                                     | acteur                              |
| 1978   | Les Bronzés                                         | Les bronzés                             | acteur                              |
| 1978   | Les Routes du sud                                   | Les routes du sud                       | assistant réalisateur               |
| 1978   |                                                     | Struggle for Survival                   | scénariste, producteur              |
| 1979   | I Love You, je t'aime                               | A Little Romance                        | assistant réalisateur               |
| 1981   |                                                     | Reborn                                  | producteur                          |
| 1982   | Le Monde selon Garp                                 | The World According to Garp             | assistant réalisateur               |
| 1982   |                                                     | A View from the Woods                   | scénariste, producteur              |
| 1983   |                                                     | The Winds of War (The Winds Rise)       | assistant réalisateur               |
| 1984   | SOS Fantômes                                        | GhostBusters                            | assistant réalisateur               |
| 1986   |                                                     | Molly O                                 | acteur                              |
| 1987   | Spectre                                             | Spettri                                 | acteur                              |
| 1989   |                                                     | Fireballs                               | acteur                              |
| 1990   |                                                     | On Course                               | scénariste, producteur              |
| 1991   |                                                     | Danny and the Deep Blue Sea             | producteur, réalisateur             |
| 1992   |                                                     | La Peste                                | producteur, réalisateur             |
| 1994   | Personne ne m'aime                                  | Personne ne m'aime                      | acteur                              |
| 1994   |                                                     | Lie Down with Lions                     | producteur                          |
| 1996   |                                                     | Little Italy                            | producteur                          |
| 2002   | Papillons de nuit                                   | Papillons de Nuit                       | scénariste, producteur, réalisateur |
| 2002   | Les Enquêtes de Nero Wolfe (La Pêche au gros)       | A Nero Wolfe Mystery (Cop Killer)       | réalisateur                         |
| 2002   | Les Enquêtes de Nero Wolfe (Titre français inconnu) | A Nero Wolfe Mystery (Immune to Murder) | réalisateur                         |
| 2005   |                                                     | Sopra e sotto il ponte                  | producteur                          |
| 2007   |                                                     | 12 Noon                                 | producteur, réalisateur             |

## Théâtre
A New York, Pepper met en scène «Cubistique» de Tom Cohen, «The Cruelties of Mrs. Schnayd» de David Suesdhorf et «Sister Mary Ignatius Explains It All To You» de Christopher Durang. En 1986, il est le plus jeune metteur en scène au Spoleto Festival (Charleston) quand il présente «Les voix intérieures» d’Eduardo De Filippo.
Pepper a ensuite mis en scène des pièces de théâtre en Europe et en Russie. En 2000, il met en scène «Danny et la Grande Bleue» de John Patrick Shanley pour le Festival d’Avignon. La pièce continue ensuite à Paris au Théâtre Déjazet
et la comédienne Léa Drucker est nommée aux Molières en 2001.
En 2002, il met en scène à Paris « Pour en découdre » de Marc-Michel
Georges,. Puis, en 2005, la pièce « Underneath the Lintel » de Glen
Berger au Lederman Theatre à Stockholm, en Suède.
En
2008, il revient à Paris au Théâtre Montparnasse avec la pièce « La Retraite
de Moscou » de William Nicholson,,,,.
John
Pepper est le premier metteur en scène étranger invité au Théâtre Satiry na Vasilyevskom à
Saint-Pétersbourg, en Russie. Sa mise en scène de la pièce d’Israël Horovitz « Ma
chère Mathilde » a intégré le répertoire du théâtre depuis 2012 et y est
jouée régulièrement en langue russe.

### Représentations théâtrales
- 1983: Sister Mary Ignatius Explains It All For You (By Christopher Durang: Central Casting (New York)
- 1983: Cubistique (By Tom Cone, Théâtre Matrix (New York)) [79]
- 1983: Differente People, Differente Rooms (By Wendy Kesselman) [80]
- 1986: The Cruelties of Mrs. Schnayd (By David Suehsdorf: New York Theatre Studio/T.O.M.I.) [81]
- 1986: Inner Voices(By Eduardo de Filippo: American Premiere: Spoleto Festival (USA) [82]
- 1999: The Weir (By Conor McPherson, Royal Court, The Players Club, N.Y.)
- 2000: Danny and the Deep Blue Sea (Original production April 2000 : Théâtre le Proscenium: Paris) [83]
- 2000: Danny and the Deep Blue Sea (Reprise, June 2000: Théâtre Golovine: Avignon Festival) [84]
- 2000: Danny and the Deep Blue Sea (Reprise February 2001: Théâtre Dejazet: Paris)[85]
- 2002: Pour En Découdre (By Marc Michel Georges, Original production September 2002: Ciné 13 Théâtre – Paris) [86],[87]
- 2002: Pour En Découdre (By Glenn Berger, Original production, Teatre Le Lucernaire, Paris, France)
- 2002: Four Dogs and a Bone (By John Patrick Shanley, Original production July 2003 – Théâtre Golovine – Avignon Festival)
- 2002: The Actor's Nightmare (By Christopher Durang: Central Casting New York)
- 2002: A Schtick Is Born (By Sherry Nehmer and Daniel Harris, The Silver Lining – New York)
- 2002: Fifth of July (By Landorf Wilson, The Hangar Théâtre (New York))
- 2002: Tea and Sympaphy (By W. Somerset Maugham, Production Italienne)
- 2002: The Workingman (By Tom Walmsley), Théâtre Matrix New York)
- 2005: Underneath the Lintel (By Glenn Berger, Original production, TeatreStudio Leederman, Stockholm)[88]
- 2007: The Retreat from Moscow(By William Nicholson, Original production, January 2007, Théâtre Montparnasse, Paris) [89]
- 2012: My Dear Mathilde (By Israel Horovitz, Original production, Théâtre Satir on Vasilevski Island, Saint Petersburg, Russie)[90],[91],[92],[93],[94],[95],[96]
- 2016: Danny and the Deep Blue Sea (By John Patrick Shanley, Original production, February 2016: Théâtre Garibaldi, Palermo, Italia)[97]
- 2016: True West (By Sam Shepard, Original production, May 2016, Théâtre Academy Drammatique Nationale de Russie, Saint Petersburg, Russie)[98],[99],[100]
- 2016: Danny and the Deep Blue Sea (By John Patrick Shanley, Reprise: March 2016, Teatro Il Delfino, Milan, Italy)[101]
- 2017: Danny and the Deep Blue Sea (By John Patrick Shanley, Reprise: April 2017, Teatro Sala Uno, Rome, Italy)
- 2017: Danny and the Deep Blue Sea (By John Patrick Shanley, Reprise: April 2017, Teatro Asoli, Naples, Italy)
- 2018: 4 Dogs and a Bone (By John Patrick Shanley, Reprise: February 2018, Teatro Alfieri, Naso, Italy)
- 2018: 4 Dogs and a Bone (By John Patrick Shanley, Reprise: March 2018, Teatro Off / Off, Rome, Italy)[102],[103],[104]